# Pyronale

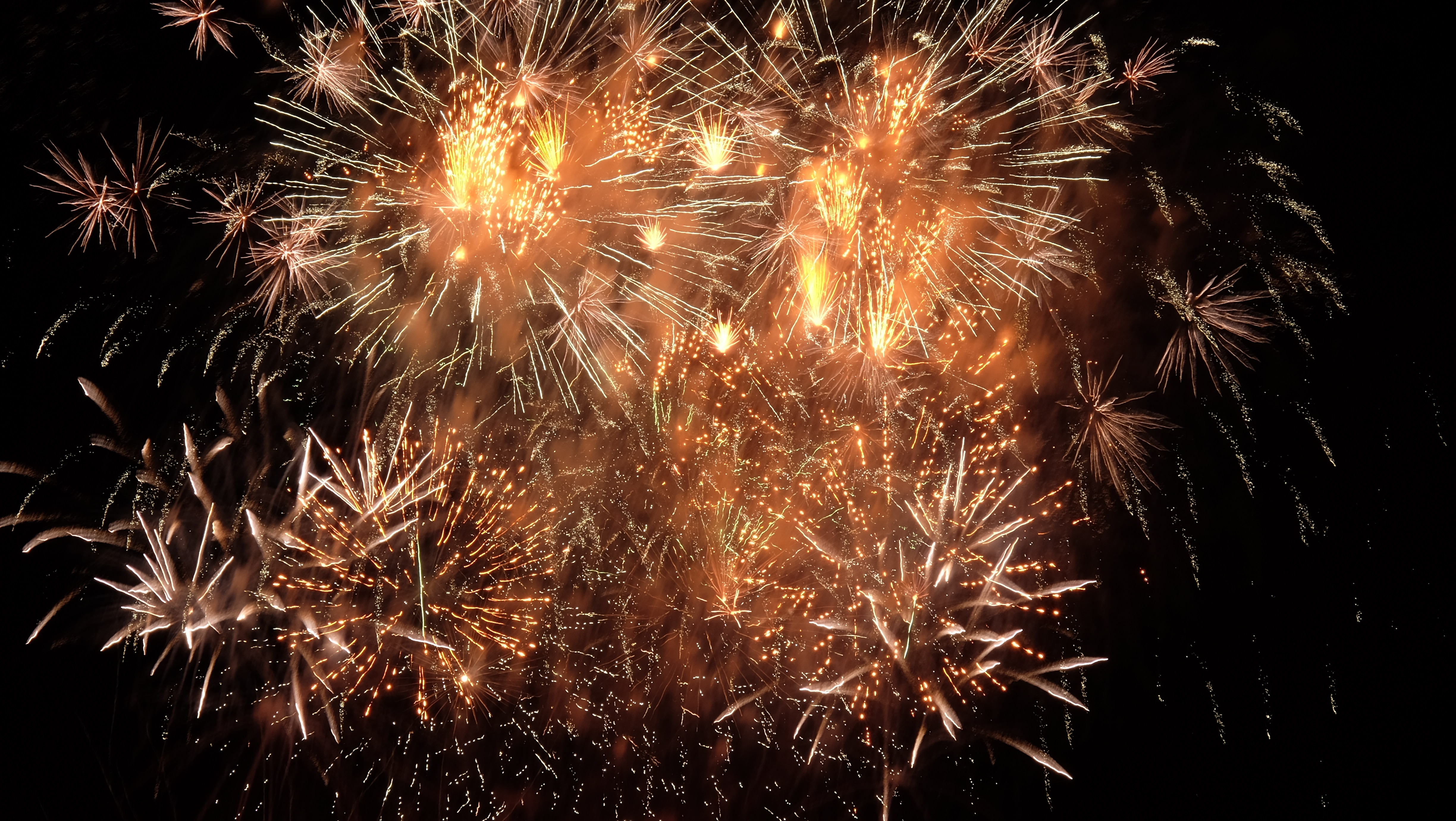
Pyronale am 2. September 2017

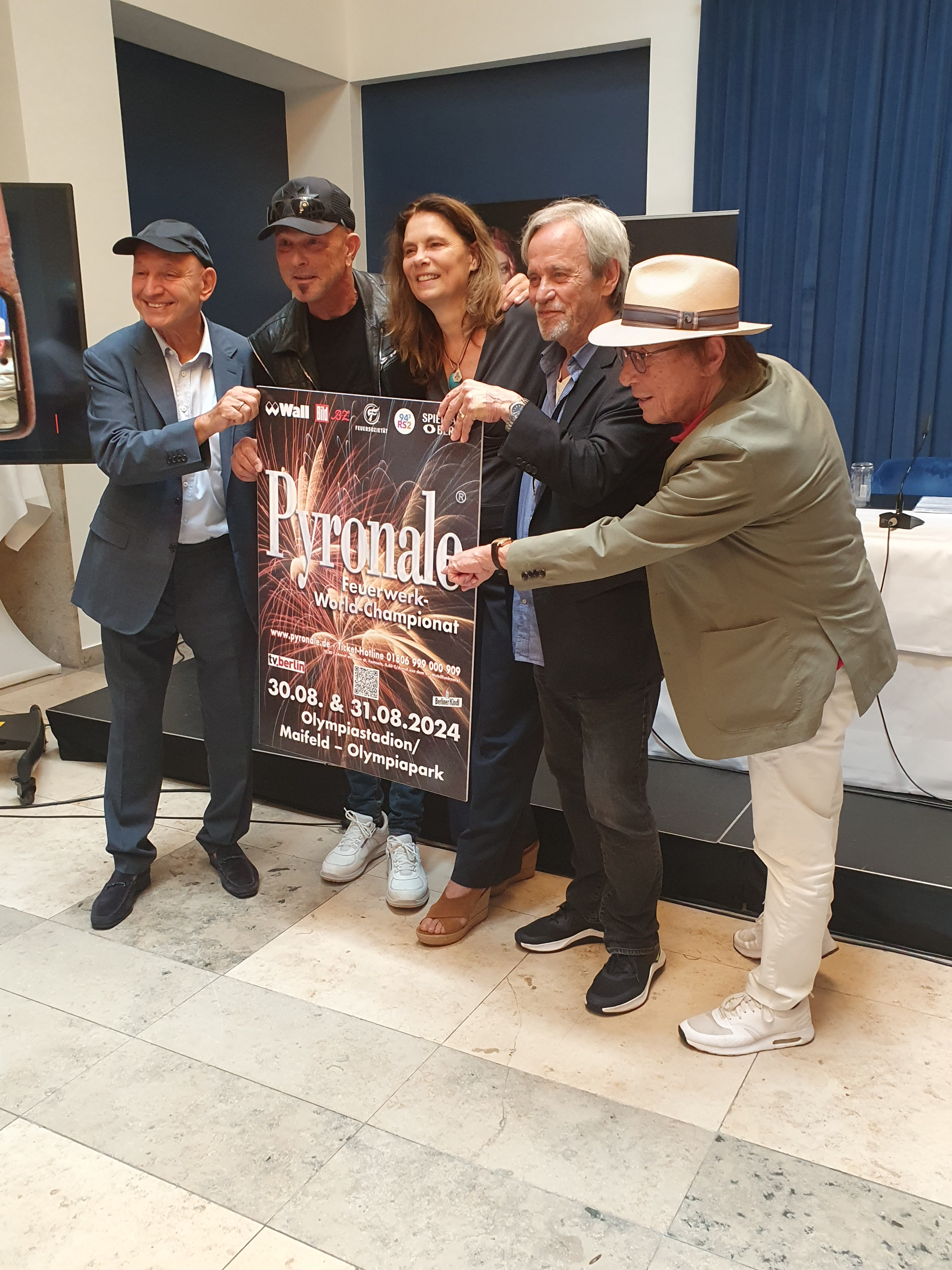
Pressekonferenz zur Ankündigung der Pyronale 2024

Die Pyronale ist ein Feuerwerkswettbewerb, der seit 2006 jährlich Anfang September an zwei Abenden in Berlin am Olympiastadion/Maifeld stattfindet. Der offizielle Name des Events lautet „Pyronale – Das Feuerwerk-World-Championat“.
Jedes Jahr messen sich die Pyrotechniker und kreieren musiksynchrone Feuerwerke. Alle sechs Jahre treten die Gewinner der vorangegangenen Veranstaltungen unter dem Motto „Best of Six“ gegeneinander an (zum ersten Mal im Jahr 2012).

## Reglement
Die Teams erhalten Vorgaben und ein Finanzbudget. Die kreative pyrotechnische Gesamtkomposition muss folgende Punkte beinhalten:
Pflicht (2 Teile):
1. Teil: Ca. 1,5 Minuten Feuerwerk ohne musikalische Begleitung mit Farbvorgabe
2. Teil: Ca. 4 Minuten mit einer Musikvorgabe, die für alle Teilnehmerteams gilt
Kür (1 Teil):
Ca. 12 oder mehr Minuten Feuerwerk zu einer selbst gewählten Musik unter dem Motto „My Country“

## Jury & Bewertung
Die Jury setzt sich aus Fachleuten der Feuerwerksbranche und Prominenten des öffentlichen Lebens zusammen. Somit gibt es eine Fach- und eine Kreativjury.
Die Jury beurteilt sowohl die einzelnen Programmteile von Pflicht und Kür als auch das Gesamtkonzept. Die Bewertung erfolgt auf der Grundlage eines Punktesystems von 0 bis 8. Die höhere Zahl entspricht auch der höheren Wertung. Die Bewertungskriterien sind u. a. Kreativität, Vielfalt von Farben und die Effektauswahl, die Synchronisation zur Musik sowie die künstlerische und technische Ausführung. Es kann auch Abzüge geben, wenn von einem Team die Wettbewerbsbedingungen nicht eingehalten werden. So ist z. B. der Einsatz sogenannter „Blitzknalleffekte“ strikt verboten. Auch die Aufbauarbeiten der Pyrotechniker werden durch die Fachjury beurteilt, hier geht es insbesondere um Sicherheit und Organisation.
An jedem Abend wird durch telefonische Stimmabgabe des Publikums der Tagessieger gekürt. Seit 2011 fließen 30 % der Publikumswertung auch in die Gesamtwertung mit ein. Die Siegerehrung zum Gesamtsieger findet am zweiten Abend statt. Vergeben werden die Plätze eins bis drei.